# Калье, Терри
Те́рренс О. Калье́ (Terrence O. Callier; 24 мая 1945 — 27 октября 2012), более известный как Те́рри Калье́ (Terry Callier) — американский гитарист и автор-исполнитель, работавший в жанрах джаз, соул и фолк.

## Биография
Калье родился в северной части Чикаго и вырос в жилищном районе Кабрини-Грин. В детстве он брал уроки игры на фортепиано, дружил с Кертисом Мейфилдом, Мейджором Лансом и Джерри Батлером, а подростком начал петь в ду-воп-группах. В 1962 году он прошёл прослушивание в звукозаписывающей компании Chess Records, выпустившей его дебютный сингл «Look at Me Now». В период обучения в колледже он стал выступать в чикагских фолк-клубах и кафе, в дальнейшем попал под сильное влияние музыки Джона Колтрейна. Он познакомился с Сэмюелом Чартерсом из Prestige Records в 1964-м, а в следующем году они записали дебютный альбом Калье. Чартерс затем отправился в мексиканскую пустыню, забрав с собой эти записи, и пластинка в конечном итоге была выпущена в 1968 году под названием The New Folk Sound of Terry Callier. Две песни Калье, «Spin, Spin, Spin» и «It’s About Time», записала психоделическая рок-группа H. P. Lovecraft для своего второго альбома. Одним из участников этого коллектива был Джордж Эдвардс, который выступил в качестве сопродюсера нескольких треков Калье в 1969 году.
Он продолжал выступать в Чикаго и в 1970 году вступил в Мастерскую чикагских песенников, основанную Джерри Батлером. Он сочинял песни для лейбла Chess и его подразделения Cadet, в том числе хит 1972 года «The Love We Had Stays on My Mind» в исполнении группы The Dells, благодаря которому он заключил контракт на выпуск собственных записей с Cadet. После этого были изданы три альбома, высоко оценённых критиками, но не имевших коммерческого успеха, — Occasional Rain (1972), What Color Is Love (1973) и I Just Can’t Help Myself (1974); они были спродюсированы Чарльзом Степни и выполнены в стиле, названном критиками «джазовым фолком». Калье также гастролировал с Джорджем Бенсоном, Гилом Скотт-Хероном и другими. Однако вскоре в Cadet решили расстаться с Калье, а в 1976 году мастерская была распущена. В следующем году он перешёл на лейбл Elektra Records, на котором вышли пластинки Fire on Ice (1977) и Turn You to Love (1978).
Калье продолжал выступать и гастролировать до 1983 года, когда он получил опеку над дочерью и, оставив музыкальную карьеру, начал посещать занятия по компьютерному программированию; он устроился на работу Чикагский университет и по вечерам учился в колледже, получая степень по социологии. Его имя вновь получило известность в конце 1980-х, когда британские диджеи обнаружили его старые записи и стали играть его песни в клубах. Эдди Пиллер, глава Acid Jazz Records, переиздал малоизвестную запись Калье 1983 года «I Don’t Want to See Myself (Without You)» и пригласил его выступать в клубах Великобритании. С 1991 года музыкант начал регулярно выезжать на концерты в свободное от работы время.
В 1994 году группа Urban Species выпустила дебютный альбом Listen, заглавный трек которого содержал семпл басовой партии и гитарного риффа из записи Калье 1973 года «You Goin’ Miss Your Candyman». В конце 1990-х годов музыкант вернулся к звукозаписи: в 1997-м он принял участие в записи мини-альбомов Religion and Politics группы Urban Species и Best Bit певицы Бет Ортон, а в следующем году вышел его диск Timepeace, получивший премию Time For Peace от Организации Объединённых Наций за выдающиеся артистические заслуги, которые способствуют миру во всём мире. Его коллеги из Чикагского университета не знали о музыкальной стороне жизни Калье, но после присуждения премии новости о его работе в качестве музыканта широко распространились, что впоследствии привело к его увольнению из университета.
Калье давал концерты в разных странах и выпустил ещё пять альбомов. Последним стал Hidden Conversations (2009), записанный при участии Massive Attack. Он умер 27 октября 2012 года после продолжительной болезни.

## Дискография
- The New Folk Sound of Terry Callier (1968)
- Occasional Rain (Cadet, 1972)
- What Color Is Love (1972)
- I Just Can’t Help Myself (1974)
- Fire On Ice (1977)
- Turn You To Love (1978)
- TC in DC (recorded live in Washington D.C. 1982) (1996)
- Timepeace (1998) #92 UK
- Lifetime (1999) #96 UK
- Live at Mother Blues (1964) (2000)
- Alive With Terry Callier (2001)
- Speak Your Peace (2002) #156 UK
- Total Recall (remixes) (2003)
- Lookin' Out (2004)
- Welcome Home (Live) (2008)
- Hidden Conversations (2009)